# トスカ

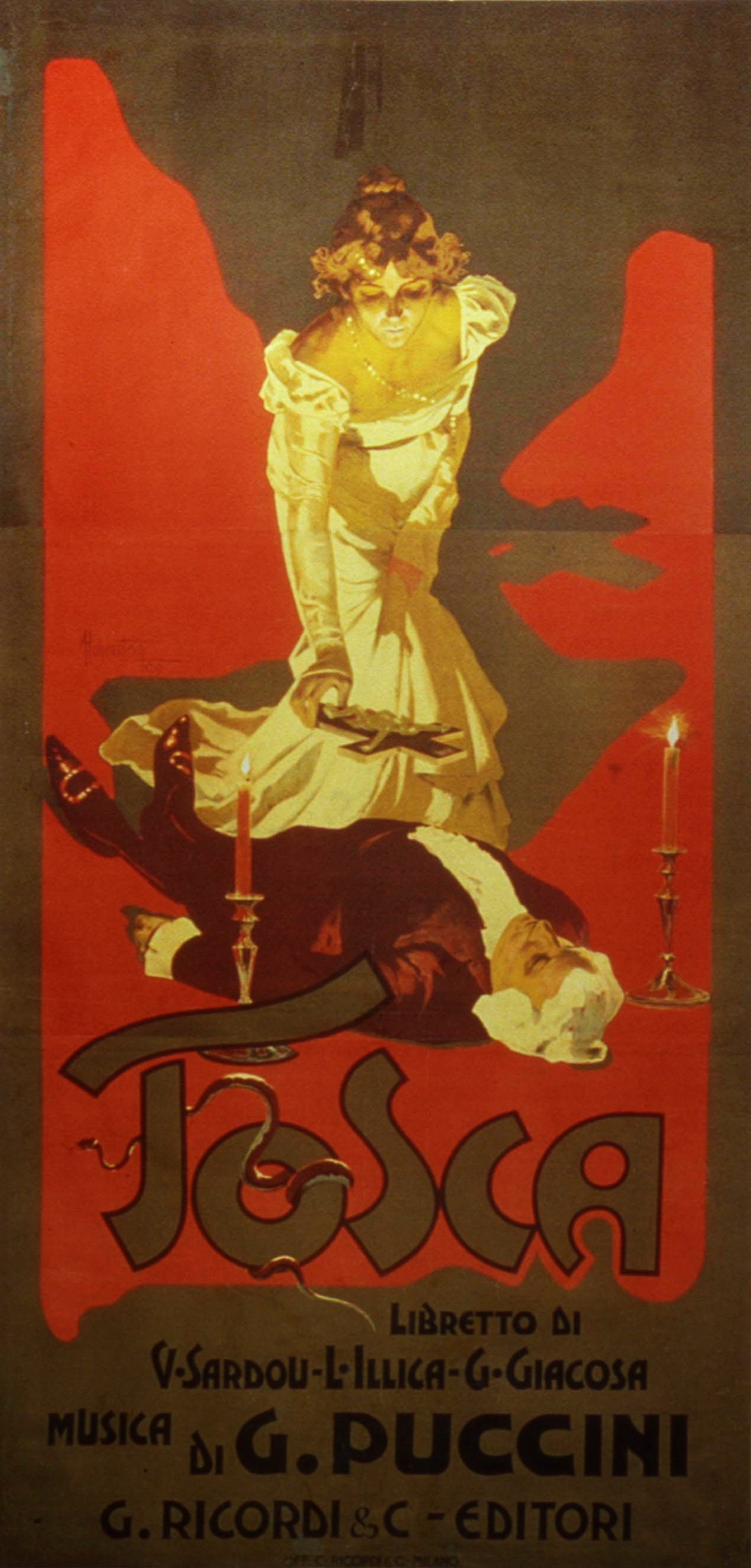
トスカ
1899年のピアノスコアにつけられたアドルフ・ホーヘンシュタインによる挿絵

『トスカ』（Tosca）は、ヴィクトリアン・サルドゥの戯曲に基づくジャコモ・プッチーニのオペラである。その見せ場の多さから、オペラ史における重要な作品と見なされている。

## 作品の成立と上演
全3幕で、台本はルイージ・イッリカとジュゼッペ・ジャコーザの2人が書いた。初演は1900年1月14日、ローマのコスタンツィ劇場で行われた。
オペラ台本は、1889年パリで上演されていたヴィクトリアン・サルドゥの戯曲に基づく。プッチーニは同年ミラノでサラ・ベルナール演ずるこの劇に接し、直ちに馴染みの編集者ジュリオ・リコルディにサルドゥから権利を買うよう依頼したが、1893年に作曲家アルベルト・フランケッティのものとなってしまう。イルリカが台本を書き、1894年10月、フランケッティ、リコルディとヴェルディはサルドゥに会い、台本を贈った。ヴェルディはこの悲劇作品にいたく魅せられていたが、この作品の結末を変更しない限り作曲するつもりはなかった。
数ヵ月たって、フランケッティが自力での作品完成を諦め、リコルディはプッチーニに作曲を依頼した。彼は感情を害していたので、ヴェルディの仲介によりこれを受け入れさせることに成功した。プッチーニは『ラ・ボエーム』の作曲を終えた後の1896年から作曲に取り掛かった。リコルディは台本作成のためジャコーザをイッリカの共同執筆者に配した。しかしジャコーザはこの作品が気に入らなかったため、自身の得意とする韻文を思うさま発揮出来ず、サルドゥと何度か論争を起こした。プッチーニも、2人の台本作家にリコルディまで巻き込んだ議論の末、彼らが第3幕に取り入れようとした「ラテン聖歌」をわずか18小節の二重唱「新しい希望に魂は勝ち誇って」にまで短縮させたりした。
3年にわたる困難な共同作業の末、1899年10月に作品が完成した。ローマ市を舞台にした作品のため、初演は同市内のコスタンツィ劇場で行われることに決まった。準備は長期間にわたり、周囲の好奇心をひきつけた。出演は、ハリクレア・ダルクレー（ソプラノ）がトスカを、エミーリオ・デ・マルキ（テノール）がカヴァラドッシを、エウジェニオ・ジラルドーニ（バリトン）がスカルピアを歌った。また、レオポルド・ムニョーネが総監督を行った。マルゲリータ王妃とペロー首相に加え、ピエトロ・マスカーニ、フランチェスコ・チレア、フランケッティ、ズガムバーティなど多数の作曲家が聴衆に加わった。
『トスカ』と前作『ラ・ボエーム』の作品の趣は驚くほど異なったにもかかわらず、上演は完全な成功をおさめた。批評家の評価は芳しくなかったものの、聴衆は熱狂的にこれを受け入れた。

## 楽器編成
フルート3（第2・第3奏者ピッコロ持ち替え）、オーボエ2、コーラングレ、クラリネット2、バス・クラリネット、ファゴット2、コントラファゴット、ホルン4、トランペット3、トロンボーン3、バス・トロンボーン、ティンパニ、小太鼓、トライアングル、シンバル、タムタム、大太鼓、グロッケンシュピール、チェレスタ、鐘、ハープ、弦五部
舞台上でフルート、ヴィオラ、ハープ、ホルン4、トロンボーン3、鐘、オルガン、小太鼓2、ライフル、大砲

## 演奏時間
1時間50分（第1幕45分、第2幕40分、第3幕25分）

## 作品の内容
画家カヴァラドッシと、その恋人で有名歌手トスカの物語である。画家は脱獄した政治囚の逃亡を助けたために死刑宣告される。
トスカは、彼を救おうと警視総監スカルピアを殺すが、スカルピアの計略でカヴァラドッシは処刑され、トスカも彼の後を追って自殺する。

### あらすじ
- ところ：ローマ市、ローマ共和国
- とき：1800年6月14日。マレンゴの戦い当日。当時はナポレオン率いるフランス軍が欧州を席巻していた。

### 登場人物
- フローリア・トスカ：有名な歌手(S)
- マリオ・カヴァラドッシ：画家でトスカの恋人(T)
- スカルピア男爵：ローマ市の警視総監(Br)
- チェーザレ・アンジェロッティ：前ローマ共和国統領(B)
- スポレッタ：スカルピアの副官(T)
- 堂守：聖アンドレア・デラ・ヴァレ教会の番人(Br)
- その他羊飼い(S)、看守、聖歌隊・市民など（合唱）

S:ソプラノ、T:テノール、Br:バリトン、B:バス

#### 第1幕
逃亡した政治犯アンジェロッティが隠れ家を求めて、親族が礼拝堂を持つ聖アンドレア・デラ・ヴァレ教会にやってくる。ここには妹のアッタヴァンティ侯爵夫人がやってきて兄の解放を祈っていた。その際彼女は気づかなかったが、画家マリオ・カヴァラドッシが教会の注文で描いているマグダラのマリア像のモデルにしていた。
一族の礼拝堂に隠れると、堂守に続いてカヴァラドッシが登場する。堂守は画家が絵筆を洗うのを手伝う。カヴァラドッシは仕事の手を休め、ポケットに持っていたメダルを見つめる。このメダルにはトスカの肖像が描かれており、彼は自分が描く肖像画の青い瞳に金髪のモデルと、黒い瞳に茶色の髪のトスカとを比較して歌う（妙なる調和）。
堂守はカヴァラドッシのアリアの間、絵のモデルが礼拝に来る夫人であることに気づき呆れて、「ふざけるなら俗人にして、聖人は敬ってくれよ」と合いの手で歌い、画家に促されて退場する。カヴァラドッシは一人になるが、物音でアンジェロッティがいることに気づく。彼は旧知の画家と知って隠れ場所から出てきて、サンタンジェロ城（ローマ教皇領の牢獄）から逃げ出してきたことを話す。そこへトスカが外から「マリオ！」と呼ぶので、カヴァラドッシは彼に飲み物を与えて隠れるように言い、アンジェロッティは再び礼拝堂に身を隠す。
トスカはマリオとその夜遅く会う約束をするため来たのだが、ドアの外から聞こえる話し声とカヴァラドッシの落ち着かない態度を見て、嫉妬心から彼が誰か他の女性と密会していたと疑う。カヴァラドッシを別荘でのデートに誘う（緑の中の二人の家にいきましょう）が、彼が描いた女性の顔を見てその疑いは確信に変わる。しかし、マリオの説明を聞いてその場は納得し、肖像画の瞳の色を黒くすることと、夜に会う約束をしてその場を去る。
アンジェロッティが再び現れ、脱出計画を話し合う。カヴァラドッシは彼に自分の別荘の鍵を渡し、アンジェロッティは妹が祭壇に隠していた女性の服を着て脱出するというものだった。その時サンタンジェロ城で砲声が轟き、アンジェロッティの逃亡が発覚したことを告げる。彼は急いで逃げ、画家も同行する。
堂守が大勢の少年合唱隊や待者ともに戻ってくる。彼らはナポレオン軍がマレンゴの戦闘に敗れたという誤報を信じ、神に感謝してテ・デウムを歌う。そこへ警視総監スカルピアが副官スポレッタと部下を従えて登場する。聖堂の礼拝堂で、伯爵夫人の扇と空になった籠を見つけ、疑いを抱く。
彼は疑い深く堂守を尋問すると、カヴァラドッシが礼拝堂の鍵を持っていないこと、彼は食事を摂らないと言っていたことがわかる。そこへ疑い深いトスカが戻ってくる。教会は人で溢れ、枢機卿がテ・デウムの準備をする。スカルピアはトスカの様子を物陰からうかがったあと、彼女に扇を見せて嫉妬心を煽ると、彼女は立腹しその場を去る。スカルピアは部下に彼女のあとをつけるように命じると、トスカに対する恋心を情熱的に歌う。教会ではテ・デウムが始まり、彼もその祈りに和しつつ、目指す男とトスカを二人とも手に入れるのだと歌う。

#### 第2幕
スカルピアが公邸としているファルネーゼ宮殿（現在はフランス大使館として使用）で夕食を摂っている。外では戦勝祝賀会の歌声が聞こえる。彼は部下にトスカをリサイタル終了後にここに呼ぶように命令する。彼は皮肉交じりにトスカを自らの権力で屈服させるのだと歌う。
スポレッタが拘留したカヴァラドッシとともに登場する。アンジェロッティはからくも逃れたのだった。スカルピアは画家を尋問するが白状しない。そこでカヴァラドッシを別室で拷問にかける。そこに入れ替わりにトスカが登場し、スカルピアに恋人の苦痛のうめき声を聞かされると、ついに堪えきれずにアンジェロッティの隠れ場所をしゃべってしまう。画家が部屋から引き戻され、彼女が秘密を漏らしたことを激しくなじる。
そこに伝令が登場し、ナポレオンがマレンゴでオーストリア軍を破ったことを知らせる。動揺するスカルピア達の面前でカヴァラドッシは勝鬨の声を上げ、牢屋に連行される。
後を追おうとするトスカを、スカルピアが呼びとめる。彼女は賄賂で助命を得ようとするが、スカルピアは恋人を自由にする代償として彼女の身体を求める。トスカは絶望し、何故このような過酷な運命を与えたのかと神に助けを求めて祈る（歌に生き、愛に生き）。スポレッタが戻ってきてアンジェロッティが自殺したことを告げ、カヴァラドッシの処遇をたずねる。
トスカが観念したと見たスカルピアは、スポレッタに対しカヴァラドッシの見せかけの処刑を行うよう命令する。パルミエリ伯爵の時と同じだ、と説明するのを意味ありげに聞き、部下は退出する。
トスカはイタリアを出国できるよう、スカルピアに通行証を求める。スカルピアが書類を書いている間、食卓のナイフに気づいたトスカはそれを隠し持つ。書き終えたスカルピアがトスカ、とうとう我が物と迫るところを、トスカはこれがトスカのキッスよといってナイフで胸を刺す。息絶えた彼の手から通行証を奪うと、トスカは信心深く遺体の左右に燭台をおき、十字を切ると遠くの太鼓の音をききつつ去る（彼の前でローマ中が震え上がっていた）。

注：歌に生き、愛に生き
一般には「歌に生き、恋に生き」として知られているが、トスカは「私は歌に生き、神へのamoreに生きてきたのです。」と歌うので、ここでのamoreは「愛」と訳すのが妥当である。（amoreを「恋」と訳すと「神への『恋』に生きる」になり、間違いである。）

#### 第3幕
サンタンジェロ城の屋上にある牢屋と処刑場。

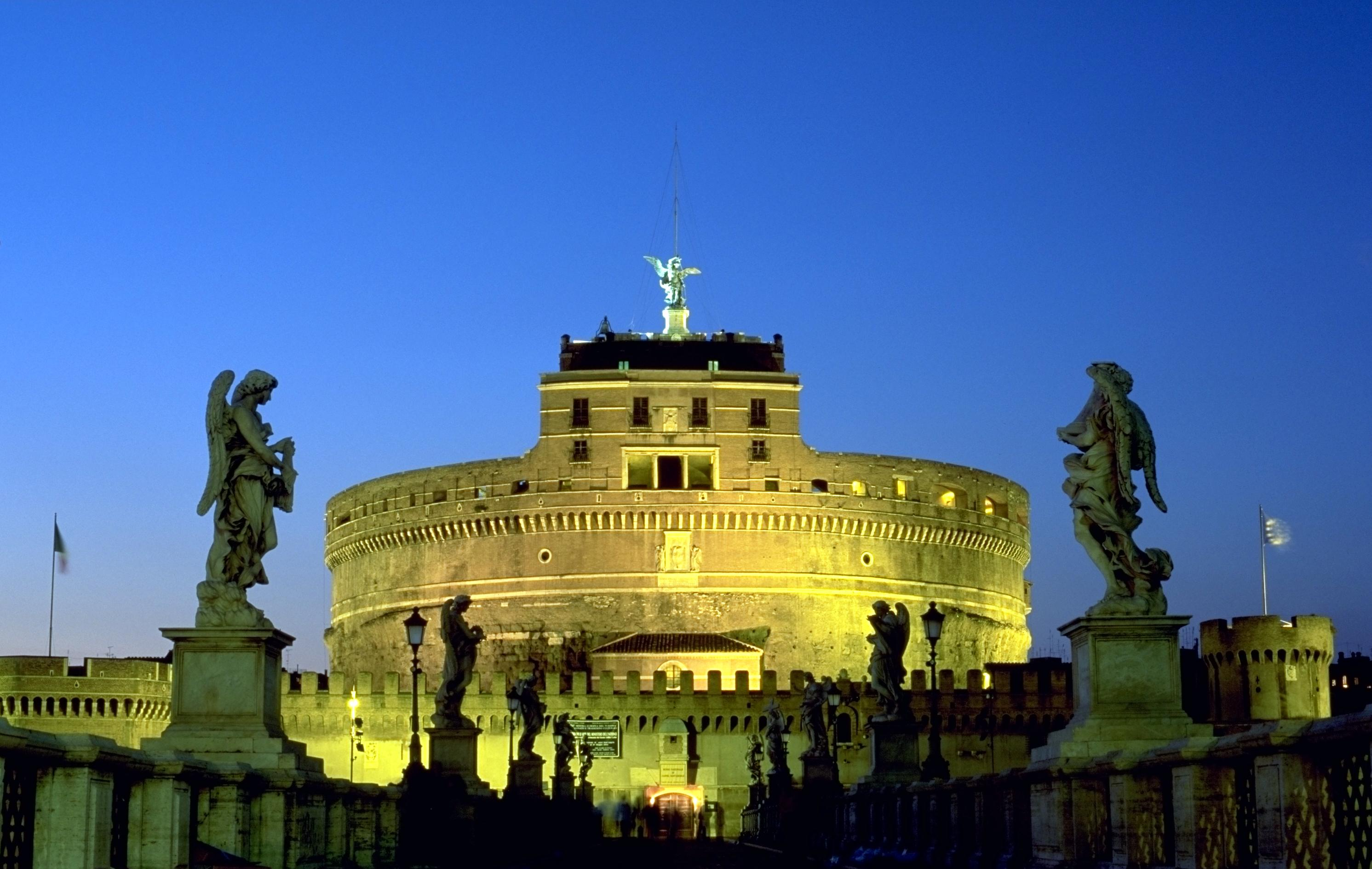
第3幕の舞台 サンタンジェロ城

冒頭、ホルンのファンファーレに続いて、朝を告げる鐘の音と羊飼いの牧歌が聞こえる。カヴァラドッシは夜明けに行われる処刑を牢屋で待っている。彼は司祭との面会を断り、看守に指輪を与えてトスカに伝言を渡すよう頼む。別れの手紙を書き始めるが、自らの死と恋人との別れを想うと絶望して泣き崩れる（星はきらめき）。
トスカが現れ、驚くカヴァラドッシに通行証を見せ、これまでのいきさつを語る。空砲で見せかけの処刑が行われること、恋人の助命を引き換えに身体を要求したスカルピアを、信心深く虫も殺せぬ彼女が刺し殺したことを聞き、カヴァラドッシは彼女の手をとって「おおやさしい手よ」とトスカの愛情と勇気をたたえる（優しく清らかな手）。時間が迫ったことを告げる彼女にカヴァラドッシは君ゆえに死にたくなかったと語りトスカと互いの愛情を歌う(二重唱新しい希望に魂は勝ち誇って）。
看守がカヴァラドッシに時が来たことを告げる。
トスカに見送られて刑場に赴くカヴァラドッシに彼女はうまく倒れてねと言葉をかけ彼も劇場のトスカのようにと応じる余裕を見せる。
並んだ兵士たちが一斉に発砲し、カヴァラドッシは倒れる。トスカは彼の演技がうまいと一人ほめる。隊長が規則通り剣でとどめを刺すのをスポレッタが制し、一同去る。
兵士たちが去ったのをみてトスカはマリオに近づき、逃げようと声を掛けるが彼は動かない。
処刑は本物であった。スカルピアは最初からカヴァラドッシの命を救うつもりなどなかったのだ。パルミエリ伯爵もそのようにして欺かれたのであろう。
トスカは死んで横たわるカヴァラドッシの傍らでスカルピアの計略を悟り、マリオの名を呼んで泣き叫ぶ。そこにスカルピアが殺されていることを知ったスポレッタが兵士と共に駆け寄り、彼女を殺人罪で逮捕しようとするが、彼女は逃れ、サンタンジェロ城の屋上から身を投げる。

あらすじは英語版（The Opera Goer's Complete Guide by Leo Melitz, 1921 version.をリコルディ社の台本と注釈により改訂）をもとに自由に訳した。日本語訳の表記は、日本放送出版協会 発行のNHK編「オペラ対訳選書 14『トスカ』」、1973年）を参考にした）

## オペラの傑作としての『トスカ』
古今のオペラの代名詞的な存在であり、20世紀最大のオペラ歌手とされているマリア・カラスはトスカを何度も演じた。1958年のパリ・オペラ座でのトスカ第2幕、1964年のコベントガーデンでの同じくトスカ第2幕の映像が残されている。なお、マリア・カラスが残したオペラの主な映像はこの2つのトスカ第2幕だけであり、大変貴重なものといえる。

## 『トスカ』にまつわる逸話
当時ウィーン宮廷歌劇場の監督の地位にあったグスタフ・マーラーの『トスカ』評。
“第1幕の教皇が登場する場面では、教会の鐘が鳴りっぱなし。第2幕では男が拷問にかけられて恐ろしい悲鳴を上げ、別の男がナイフで刺し殺される。第3幕ではローマ市の全景、凄まじい鐘の連打、ある中隊の兵士が銃殺される。…今更これを最大級の駄作だ等という必要はあるまい。”（1903年）
後期ロマン派を代表する交響曲作曲家として知られているマーラーではあるが、『トスカ』に関しては否定的な批評をしている。

## 備考
- オペラ化される10年前に、日本の落語家三遊亭円朝がサルドゥの原作を大塩平八郎の乱に設定を変えた翻案 「名人くらべ」として1891年に新聞連載している。円朝全集『名人くらべ（錦の舞衣）』（国立国会図書館デジタルコレクション）実際に口演されることも少なくなく、近年では柳家喬太郎などが演じている。
- オペラ化される9年前の1891年7月に、福地桜痴により、歌姫トスカを女狂言師に直した翻案作品が「舞扇恨之刃」（まいおうぎ うらみのかたな）という外題で歌舞伎になったこともある。
- 三島由紀夫が、1963年6月に潤色し文学座により戯曲上演されている。
- 深水黎一郎のミステリー小説『トスカの接吻』は、「トスカ」の上演中に舞台上で起こった殺人事件を描いている。第二幕の終わりにトスカがスカルピアを刺殺する場面で、小道具のナイフが本物のナイフにすり替わっており、事件が起きる。また登場人物の口を借りて斬新な演出のアイディアが語られ、それが事件解決の重要なヒントとなる。
- フィギュアスケートの定番曲でもあり、過去に男子シングルのエフゲニー・プルシェンコやアレクセイ・ヤグディン、本田武史、エヴァン・ライサチェク、女子シングルのイリーナ・スルツカヤ、ミシェル・クワン、アイスダンスのタニス・ベルビン&ベンジャミン・アゴスト組などが競技用プログラムとして使用している。
- アイドスのゲーム『Hitman: Blood Money』では、「トスカ」上演を控えてリハーサル中の劇場で暗殺を行うミッションがあり、劇中のとあるシーンをうまく利用することで周りに怪しまれずにターゲットを暗殺することができる。
- 佐々木倫子の漫画『動物のお医者さん』101話は、オペラ歌手である主人公の母が、地元の「トスカ」公演で主役を歌う話である。舞台小道具であるナイフが用意されていなかったため、第2幕のあらすじにある、「ファルネーゼ宮の警視総監の部屋」で刺殺するはずが、急遽首を絞めて殺害する事に変更するハメに。劇の内容を理解していない主人公たち扮するエキストラが、結末を台無しにしてしまうまでが喜劇的に描かれる。
- マレンゴの戦い:劇中第1幕において、ナポレオンが死んだとの誤報がもたらされて感謝のミサを行い、第2幕でナポレオンの勝利が報告される。
- マタ・ハリの銃殺刑でも、空砲とすり替えられる予定だったという信憑性に乏しい噂がある。
- アニメ映画『名探偵コナン　ベイカー街の亡霊』では、アルト歌手であるはずのアイリーン・アドラーが、ステージで「歌に生き、愛に生き」を歌う。しかも、時代設定は1888年である。
- 映画007 慰めの報酬にて極秘の会議をオペラ会場で行うワンシーンにて、当オペラが上演されていた。
- マリア・カラスのオペラ映像としては右記等も現存する。（https://www.youtube.com/watch?v=pM11aNfOW7Y）